# Curt Protze

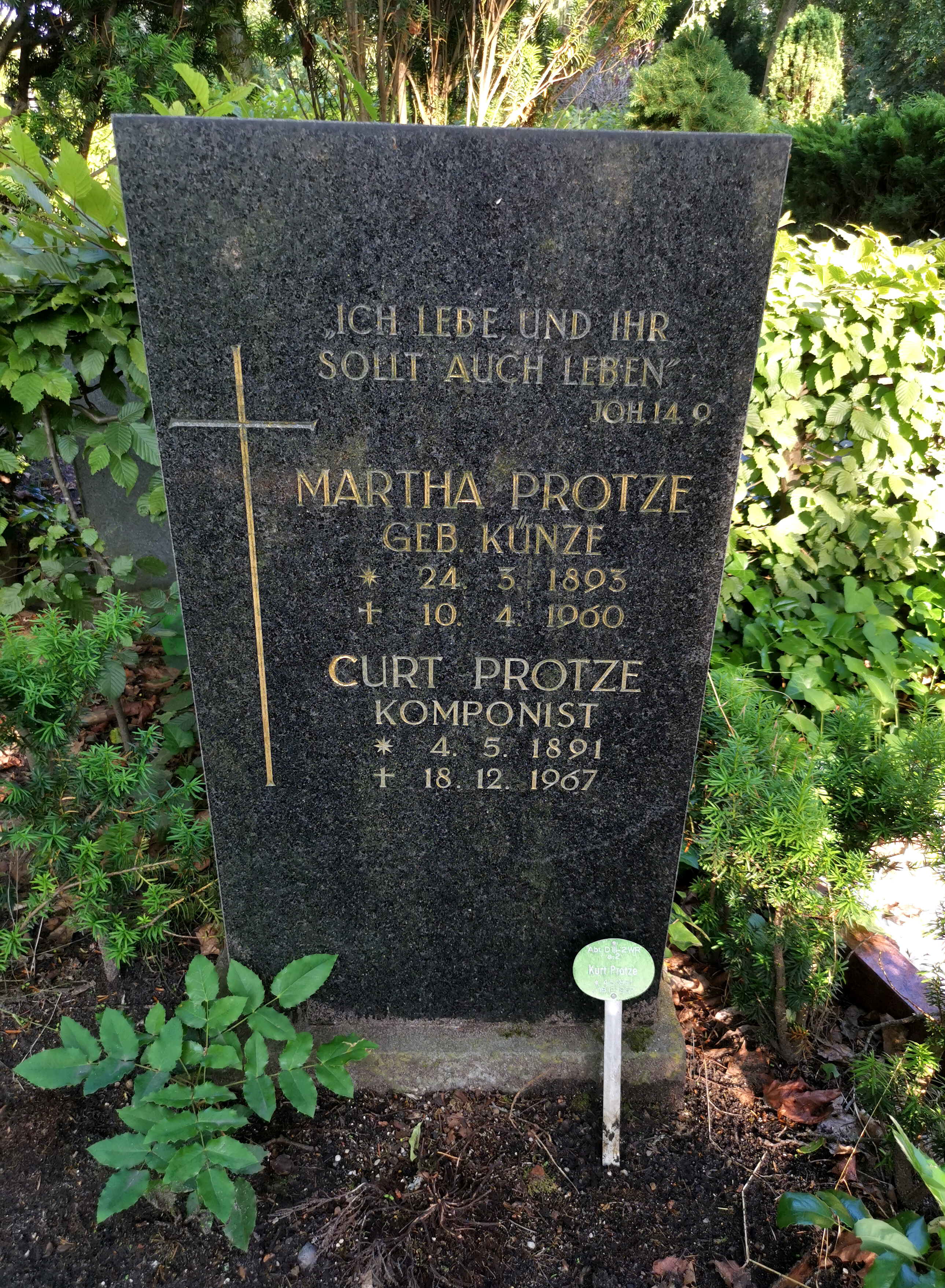
Grab auf dem Friedhof Steglitz, Feld 1 d

Curt Protze  (* 4. Mai 1891; † 18. Dezember 1967) war ein deutscher Kapellmeister, Organist und Komponist. 

## Leben
Protze entstammte einer Berliner Musikerfamilie (Vater Hermann Protze). Er komponierte in verschiedenen Gattungen der Musik, wie etwa Orchester- und Chorwerke und auch Kammermusik. Herausragend sei zu nennen der Erfolg der bereits 1920 komponierten Operette Münchhausen bei der Berliner Funkstunde 1934.

## Werke
Zu nennen sind seine Liedervertonungen, unter anderem: 
- Nocturno (Rosemarie Rieck)
- Der Gottsucher (Rita Reiners)
- Die Insel der Glücklichen (Detlev von Liliencron)
- Ärgerlich (Wilhelm Busch)
- Licht muß wieder werden (Hermann Claudius)

Die Uraufführung seines Oratoriums Siehe, ich stehe vor der Tür und klopfe an fand am 5. Juni 1994 durch die Camerata vocale Berlin unter der Leitung von Etta Hilsberg statt. Inzwischen führen auch andere Chöre dieses Werk auf.